# Nicolas-Henri Jardin
Nicolas-Henri Jardin (22. března 1720 St. Germain des Noyers – 31. srpna 1799 St. Germain des Noyers) byl francouzský architekt. Jardin se narodil v St. Germain des Noyers v departamentu Seine-et-Marne ve Francii, ale sedmnáct let pracoval v Dánsku a Norsku jako architekt dánského královského dvora. V Dánsku a Norsku zavedl klasicistní architekturu. Jeho žákem byl dánský architekt Christian Joseph Zuber a jejich společná přestavba zámku Glorup byla zapsána do tzv. Dánského kulturního kánonu.

## Život a kariéra

### Mládí
Podle vlastního vyjádření začal Nicolas-Henri Jardin studovat architekturu v deseti letech. Nezávislý zdroj potvrzuje, že se začal vzdělávat na Francouzské královské akademii architektury (Académie royale d'architecture) nejpozději v roce 1738 (tedy v osmnácti letech), možná i dříve. Studoval u A. C. Molleta a ve 22 letech získal velkou cenu (Prix de Rome) za architekturu za návrh chóru nebo kněžiště v katedrále.

### Studijní cesta do Itálie
Tato cena mu vynesla cestovní stipendium, které využil k cestě do Itálie v roce 1744. Tam studoval na Francouzské akademii v Římě v letech 1744–1748, přičemž bydlel v penzionu akademie. Zároveň studoval matematiku a geometrii u jezuitského kněze a fyzika Ruggera Josepha Boscoviche a grafiku pravděpodobně u Giuseppe Vasiho. Je možné, že během pobytu v Římě studoval také inženýrství.
V Itálii se přátelil s krajanem, sochařem Jacquesem Françoisem Josephem Saly, který byl v té době rovněž na studijní cestě. Jacques Saly bude hrát důležitou roli v jeho budoucnosti jen o několik let později. Oba byli ovlivněni současníkem Giovannim Battistou Piranesim a dobovým poblouzněním římskými ruinami, které byly vnímány jako připomínka společné evropské minulosti a mohly být inspirací pro nový univerzální designový styl.
V letech 1753–1754 byl společně s Michelem Tannevotem architektem v Paříži.

### Pozvánka krále do Dánska
Jeho přítel a krajan, sochař Jacques François Joseph Saly, který byl v roce 1752 pozván na práci do Dánska pro královský dvůr, upozornil krále Frederika V. na Jardina jako na vhodného kandidáta, který by nahradil Nicolaie Eigtveda při návrhu a stavbě Frederikova kostela (dánsky Frederiks Kirke), známého také jako Mramorový kostel (Marmorkirken), jehož stavba byla zahájena v roce 1749. Smlouva o pozvání Jardina do Dánska byla uzavřena 12. října 1754, jen několik měsíců poté, co Nicolai Eigtved zemřel. Královská smlouva mimo jiné zahrnovala značný roční plat pro něj a také pro jeho mladého, nezkušeného bratra Louise Henriho Jardina.
Bratři přijeli do Kodaně ještě na podzim roku 1754 a 15. ledna 1755 byli oba jmenováni členy Dánské královské akademie umění (Det Kongelige Danske Kunstakademi). Byli také jmenováni profesory na škole této akademie, kde údajně kvůli své neznalosti dánského jazyka pořádali přednášky ve francouzštině pro posluchače, kteří jim mnohdy nerozuměli. To však v té době nebylo nic neobvyklého, protože mnoho učitelů Akademie byli cizinci, zejména Francouzi, včetně jejího ředitele, kterým byl právě jejich přítel Jacques Saly. Nicolas-Henri Jardin byl profesorem architektury a jeho bratr přednášel perspektivu.

### Frederikův kostel
1. dubna 1756 převzal Jardin vedení projektu Frederikova kostela. Jeho první soubor stavebních výkresů se lišil od všeho, co bylo do té doby v Dánsku k vidění, a předjímal pozdější styly Clauda Nicolase Ledouxe a Étienna-Louise Boulléeho. Plány však byly zamítnuty kvůli příliš vysokým nákladům na jejich realizaci. V létě 1756 předložil na zámku Fredensborg nový soubor výkresů, který král přijal, přestože královská stavební komise měla za to, že i tyto plány jsou příliš nákladné. Král se zavázal poskytnout na projekt finanční prostředky, ačkoli k plnému financování nikdy nedošlo.
Plány byly monumentální a práce šly pomalu. V roce 1760, po smrti dánského architekta Lauritze de Thurah, převzal jeho funkci a Nicolas-Henri Jardin byl jmenován královským stavebním mistrem s odpovědností za všechny královské hrady a budovy i parky v Dánsku, a tuto funkci zastával až do roku 1770. 

### Další stavby a aktivity
Poté co v červenci 1754 zemřel Nicolai Eigtved, převzal po něm také výzdobu interiéru Moltkeho paláce (1756–1759), dnes známého jako palác Kristiána VII. v Amalienborgu. Adam Gottlob von Moltke (1710–1792), po kterém byl palác původně pojmenován, byl dánský dvořan, státník a diplomat německého původu, oblíbenec Frederika V. Dánského.
Jeho mladší bratr Louise Henri Jardin zemřel v Charlottenborgu v roce 1759 ve věku 29 let. Nicolas-Henri Jardin převzal i jeho výuku na královské akademii. Před rokem 1760 se stal čestným členem akademií ve Florencii a Boloni. V roce 1759 začal pracovat také na paláci Bernstorff u Gentofte (1759–1765) a paláci Lundehave, který je dnes známý jako zámek Marienlyst v Helsingøru (1758–1762). Práce na zahradě u paláce Bernstorff, prováděné ve spolupráci s Joachimem Wasserschlebem, trvaly až do roku 1768. 
V roce 1762 se stal dopisujícím členem Francouzské akademie umění v Paříži. V letech 1762–1763 cestoval do Francie. 
Stavba Frederikova kostela mezitím postoupila jen málo. V roce 1764 dosáhla stavba kostela výšky sotva 9,4 metru nad základy. V roce 1765 vydal velký foliant mědirytin nazvaný „Plans, coupés et elevations de l'église royale de Frédéric V“ (Plány, řezy a výšky královského kostela Frederika V.).

### Změna na královském trůnu
Král Frederik V., věrný příznivec Jardina, zemřel v lednu 1766, když mu ještě nebylo 43 let. Králem se stal jeho syn, mladý (v době nástupu na trůn sotva sedmnáctiletý) Kristián VII. Oficiálně byl absolutním monarchou, ale pro svou duševní chorobu (pravděpodobně schizofrenie) nedržel reálně nikdy moc ve svých rukou; vládnutí bylo fakticky delegováno na státní radu.
V roce 1770 se odhadovalo, že při tehdejším tempu stavební činnosti bude exteriér Frederikova kostela dokončen až v roce 1797 a dokončení interiéru potrvá dalších 50 let. Kvůli úsporným opatřením, které zavedl Johann Friedrich Struensee (faktický regent země) bylo 9. listopadu 1770 vydáno královské rozhodnutí, že stavební činnost bude na určitou dobu zastavena. Lešení, stroje a materiál byly prodány ve veřejné dražbě a Jardin byl zproštěn funkce mistra stavby kostela s odstupným.

### Návrat Jardina do Francie
Johann Friedrich Struensee, který se kromě úspor překotně snažil zavést řadu reforem, upadl v roce 1771 v nemilost (a v lednu 1772 byl zatčen a krátce nato popraven). Již v roce 1171 se všeobecná nálada v zemi obrátila proti všem cizincům ve vedoucích pozicích. Jardin se proto 26. března 1771 vzdal profesury na Akademii a opustil Dánsko. Mezi jeho žáky na Akademii patřili Caspar Frederik Harsdorff, Georg Erdmann Rosenberg, Christian Josef Zuber a Hans Næss.
Jeho přítel Jacques Saly, který byl více než sedmnáct let ředitelem Akademie v Dánsku, o tři měsíce později na svou funkci také rezignoval. Dne 23. prosince 1771 se Jardin stal členem Francouzské akademie umění v Paříži. Dne 11. května 1778 ho král Ludvík XV. jmenoval královským architektem. Dne 10. března 1792 povýšil na člena první třídy Francouzské akademie umění v Paříži. Ale když během Velké francouzské revoluce nastalo období Jakobínského teroru (1793–1794), Jardin se raději uchýlil do svého rodného města St. Germain des Noyers. Zde také v roce 1799 zemřel.
V roce 1795 sice dánský architekt Caspar Frederik Harsdorff  navrhl nové plány na pokračování prací na Frederikově kostele, ale reálně k obnovení stavební činnosti nedošlo. Neuspělo ani několik pozdějších iniciativ na jeho dokončení a kostel tak zůstával v podstatě ruinou více než 100 let. Teprve v poslední čtvrtině 19. století byla dostavba obnovena a pro veřejnost byl Frederikův kostel otevřen 19. srpna 1894, 145 let po položení základního kamene.

## Vybrané realizace
- Tzv. Žlutý palác (dánsky Det Gule Palæ), Amaliegade, Kodaň (1759–1764): nyní v budově sídlí Úřad lorda komořího.
- Interiéry v královském paláci Christiansborg (1761–1767), zejména výzdoba Velkého sálu (1765–1766), který vyhořel při požáru v roce 1794.
- Přestavba zahrady a parku paláce Fredensborg (1759–1766), spolu s dánským královským sochařem Johannesem Wiedeweltem.
- Přestavba letní rezidence v paláci Bernstorff (1759–1765) pro ministra zahraničí Johanna Hartwiga Ernsta, hraběte von Bernstorff. Zahrady u zámku Bernstorff, dokončeno 1768. Jedna z prvních klasicistních staveb v Dánsku.
- Přestavba zámku Marienlyst pro hraběte Adama Gottloba Moltkeho (1759–1763).
- Interiér zámku Bregentved pro hraběte Adama Gottloba Moltkeho (1762–1764)
- Přestavba panství Glorup na ostrově Fyn (1763–1765): spoluautor přestavby jeho žák Christian Joseph Zuber. V roce 2006 byl zámek vybrán mezi dvanáct nejvýznamnějších architektonických a krajinářských děl dánského kulturního dědictví a zámek byl zapsán na seznam tzv. Dánského kulturního kánonu.[4][5]

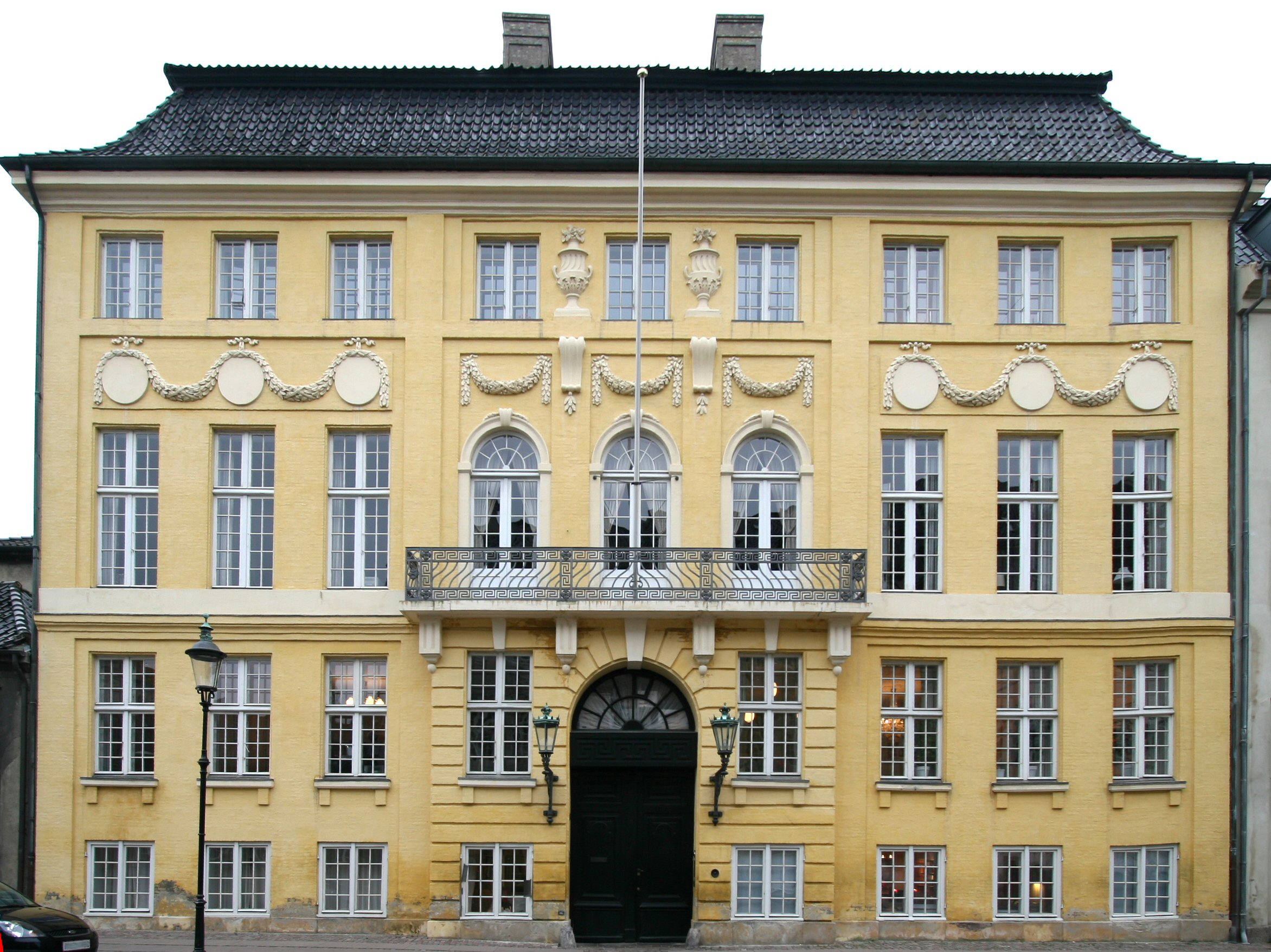
Žlutý palác, Kodaň
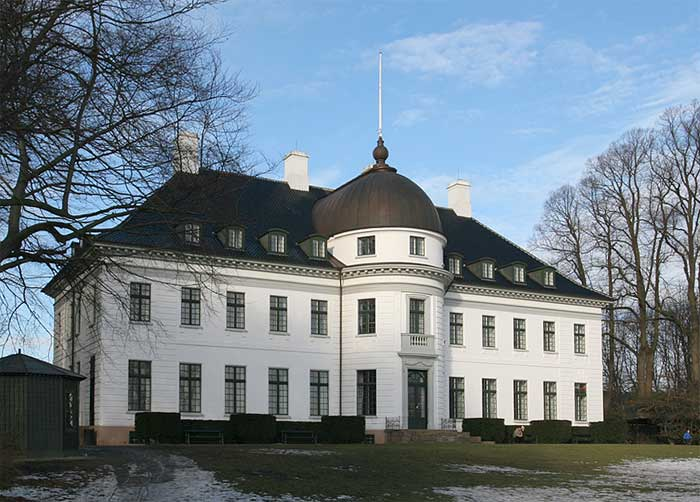
Zámek Bernstorff, Kodaň
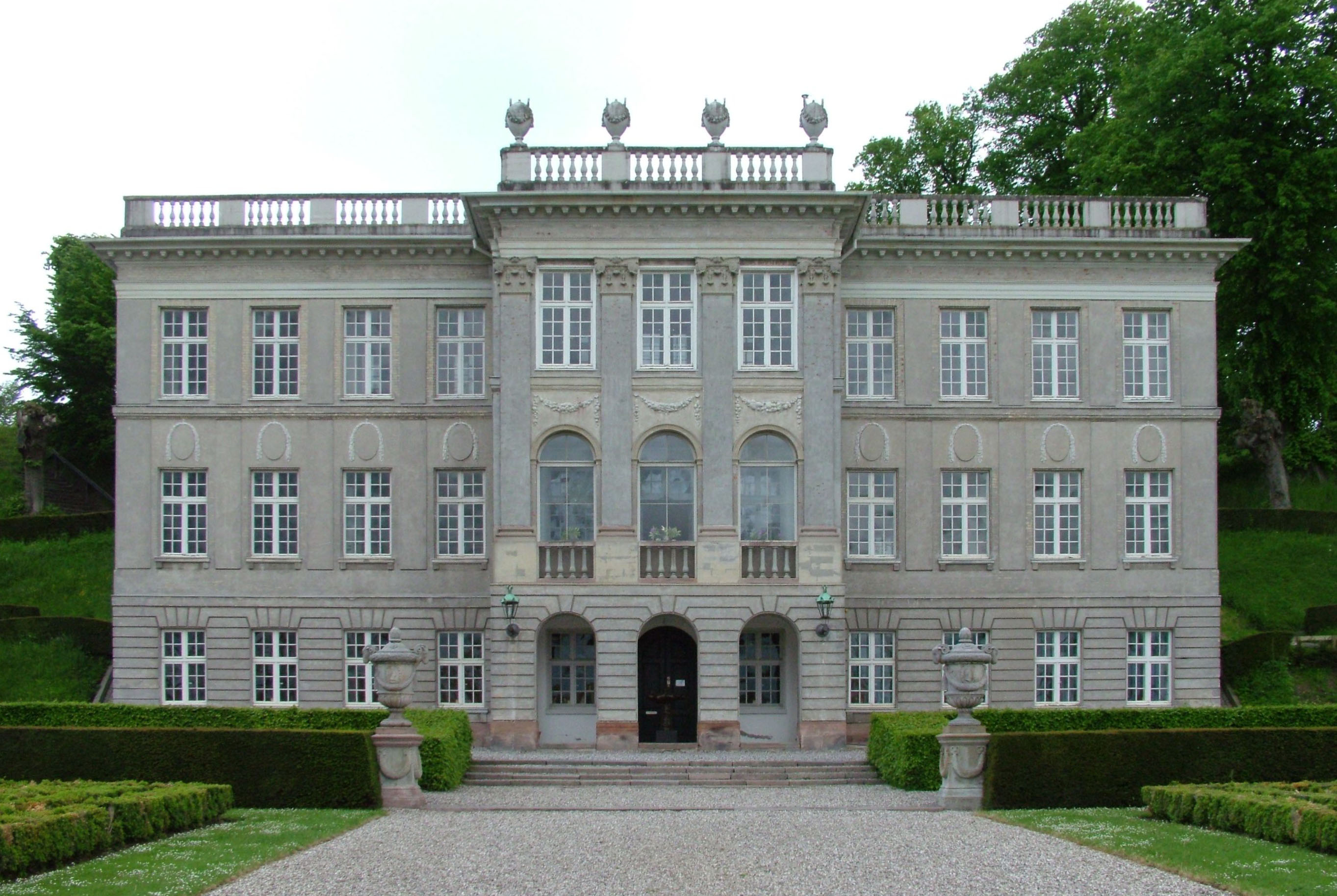
Zámek Marienlyst, Helsingør
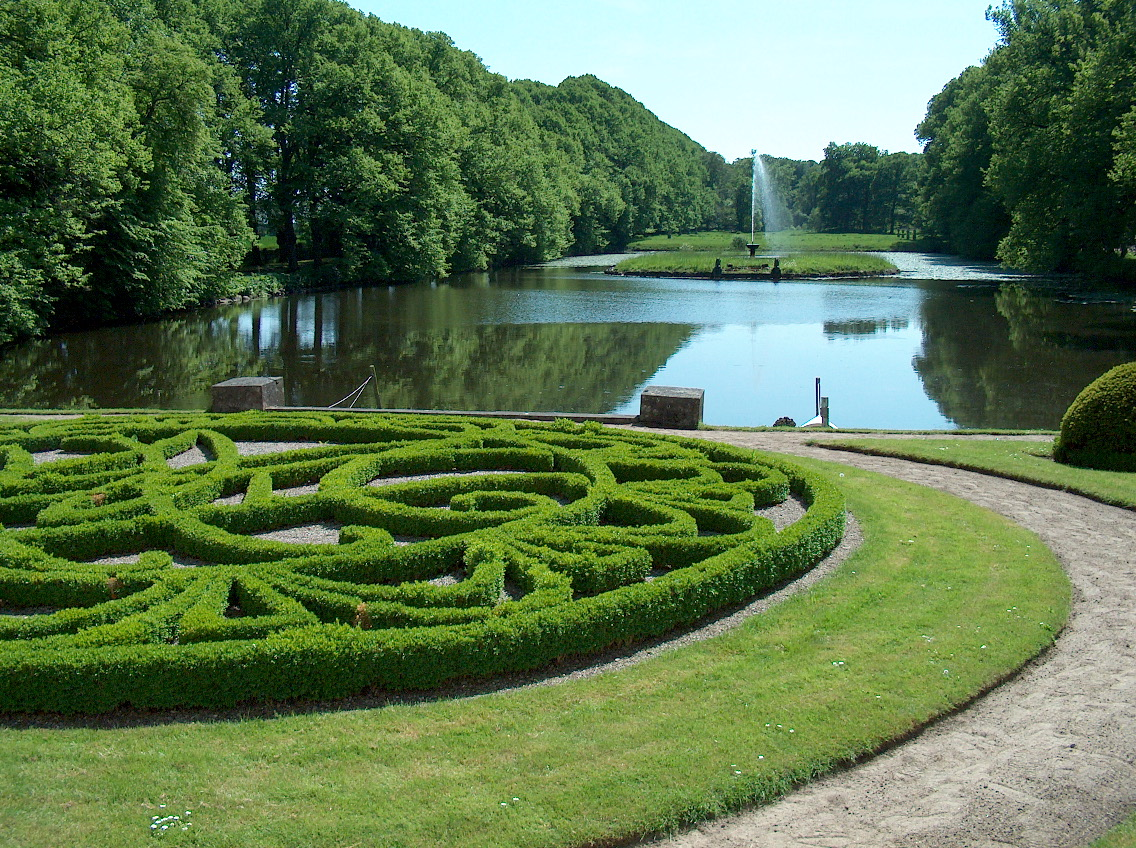
Park a jezero zámku Glorup